# Reedventil
Reedventil är en envägsventil som bara finns i tvåtaktsmotorer och ska förhindra att bensin- och luftblandningen trycks tillbaka in i förgasaren. Ventilen öppnas en gång per varv. 